# Ben Tollerene
Benjamin „Ben“ Tollerene (* 20. Dezember 1986 in Oak Harbor, Washington) ist ein professioneller US-amerikanischer Pokerspieler.

## Persönliches
Tollerene stammt aus dem texanischen Fort Worth. Er machte an der Texas Tech University in Lubbock einen Bachelor in Finanzwissenschaften. Tollerene lebt in Vancouver.

## Pokerkarriere

### Werdegang
Tollerene spielt seit September 2006 online unter den Nicknames Ben86 (PokerStars), Bttech86 (Full Tilt Poker) und CowEyed (partypoker). Bei der auf PokerStars ausgetragenen World Championship of Online Poker gewann er im September 2015 das Super High Roller mit einer Siegprämie von 817.000 US-Dollar. Insgesamt hat der Brite Turniergewinne von knapp 3,5 Millionen US-Dollar aufzuweisen. Mit Cash Games machte er bis Mai 2018 knapp 11,5 Millionen US-Dollar Profit.
Seine erste Geldplatzierung bei einem Live-Turnier erzielte Tollerene im August 2008 in Thackerville. Im Juni 2009 war er erstmals bei der World Series of Poker im Rio All-Suite Hotel and Casino am Las Vegas Strip erfolgreich und kam bei zwei Turnieren der Variante No Limit Hold’em ins Geld. Ende August 2015 belegte er beim Super-High-Roller-Event der European Poker Tour in Barcelona den zehnten Platz für knapp 100.000 Euro Preisgeld. Bei der Aussie Millions Poker Championship in Melbourne landete er Ende Januar 2016 bei der A$100.000 Challenge hinter Fabian Quoss auf dem zweiten Platz für umgerechnet knapp 650.000 US-Dollar. Im November 2016 gewann der Brite das High-Roller-Turnier der Rock N Roll Poker Open in Hollywood mit einer Siegprämie von über 450.000 US-Dollar. Bei der ersten Austragung der PokerStars Championship (PSC) erreichte er im Januar 2017 auf den Bahamas zunächst den sechsten Rang bei einem High-Roller-Event für 200.000 US-Dollar Preisgeld und gewann später ein Turbo 6-Max mit knapp 150.000 US-Dollar Siegprämie. Mitte März 2017 gewann Tollerene das Super-High-Roller-Event der PSC in Panama-Stadt und erhielt dafür knapp 540.000 US-Dollar. Ende Mai 2017 wurde er beim Aria Super High Roller im Aria Resort & Casino am Las Vegas Strip Dritter und sicherte sich damit ein Preisgeld von mehr als einer Million US-Dollar. Ende Mai 2018 gewann der Brite das Aria High Roller mit einer Siegprämie von 416.500 US-Dollar. Mitte November 2018 belegte er beim Millions World der partypoker Caribbean Poker Party in Nassau auf den Bahamas den sechsten Platz und erhielt ein Preisgeld von 450.000 US-Dollar. Im September 2019 gewann Tollerene das Main Event der British Poker Open in London und sicherte sich eine Siegprämie von umgerechnet mehr als einer Million US-Dollar. Anschließend erzielte er rund drei Jahre keine Geldplatzierung bei einem Live-Turnier, ehe der Brite im September 2022 ein Turnier der Triton Poker Series im nordzyprischen Kyrenia für sich entschied. Dafür erhielt er den Hauptpreis von über 800.000 US-Dollar und durchbrach damit die Marke von 10 Millionen US-Dollar an kumulierten Turnierpreisgeldern.
Insgesamt hat sich Tollerene mit Poker bei Live-Turnieren mehr als 11 Millionen US-Dollar erspielt.

### Preisgeldübersicht
| Jahr      | Preisgeld (in $) | Turniersiege |
| --------- | ---------------- | ------------ |
| 2008      | 60.645           | 0            |
| 2009      | 47.866           | 0            |
| 2010      | 15.110           | 0            |
| 2011      | 184.711          | 0            |
| 2012      | 0                | 0            |
| 2013      | 2.621            | 0            |
| 2014      | 0                | 0            |
| 2015      | 132.379          | 0            |
| 2016      | 1.269.334        | 1            |
| 2017      | 3.282.235        | 2            |
| 2018      | 3.358.114        | 4            |
| 2019      | 1.162.331        | 1            |
| 2020–2021 | 0                | 0            |
| 2022      | 1.517.927        | 1            |
| 2023      | 0                | 0            |
| gesamt    | 11.033.273       | 9            |